# Burnout Paradise
Burnout Paradise — перегоновий симулятор, аркада, сьома за рахунком в серії Burnout. Гра розроблена Criterion Games і видана Electronic Arts. Оригінальна Burnout Paradise вийшла в січні 2008 року, а в лютому 2009 гра була випущена для персональних комп'ютерів і збірник The Ultimate Box, на якому вже були деякі доповнення (Party Pack) і безплатні оновлення (зміна дня і ночі, мотоцикли, мережеві автомобілі та забарвлення для деяких вже наявних авто).
В лютому 2018 року Criterion Games випустила оновлену версію відеогри (ремастер), Burnout Paradise Remastered, для консолей, а 21 серпня відбувся вихід — на ПК.

## Опис
Основна дія гри відбувається в Paradise City. Місто Рай, світ де немає людей. Є тільки машини, дорога та аварії! На вибір представляються спорткари, маслкари, позашляховики, пікапи, фургони й навіть боліди Формули 1! У грі крім автомобілів є і новинка для серії — мотоцикли.
Для того, щоб почати заїзд, слід під'їхати до одного зі світлофорів, потім натиснути на гальмо і на газ одночасно. Крім заїздів, в грі є чим ще зайнятися: Виконати всі Mega Jump, збити все Billboards (рекламні щити), збити всі огорожі, поставити рекорди за часом на всіх вулицях і по рахунку в режимі Showtime. За це ви отримаєте спеціальні авто.
Місто ділиться на кілька частин. У ньому дуже багато розвилок і трамплінів. У грі є зміна дня і ночі та туман, через який псується видимість.
У саундтреку присутні такі відомі пісні, як Guns N 'Roses — Paradise City; Twisted Sister — I Wanna Rock; Alice In Chains — Would ?; Avril Lavigne — Girlfriend і Depeche Mode — Route 66, а також пісні таких виконавців як Jimmy Eat World, LCD Soundsystem, B'z, Seether, Killswitch Engage, Junkie XL, Airbourne, Agent Blue і Jane's Addiction.
Гра має багато доповнень, таких як Legendary Cars — перероблені автомобілі з гри в KITT (розмовляє при прискоренні), Ecto-1 (Сирена), General Lee (Сирена) і DeLorean (Трансформується і літає, в обох формах при прискоренні шини виробляють вогонь на землі як у фільмі); Toy Cars — деякі машини перероблені в маленькі іграшкові машинки, які за розміром у 2 рази менше звичайних; Boost Special — перероблений Hot Rod Coupe з нескінченним прискоренням і Hawker з усіма 3 видами прискорення, який змінює колір в деяких місцях залежно від виду прискорення (Перегонник — жовтий, Трюкач — зелений, Агресор — червоний). У доповненні Big Surf Island також є іграшкові K.I.T.T., Ecto-1, General Lee і DeLorean, а також кілька ще перероблених і одне нове звичайне.

## Режими

### Одиночна гра
У режимі одиночної гри доступні 5 видів заїздів:
- Race / Перегони — перегоновий заїзд від старту до фінішу з кількома суперниками.
- Road Rage / Полювання — за відведений час треба розбити якомога більше автомобілів суперників. За кожного збитого супротивника додають 10 секунд до часу заїзду. Кількість життів залежить від міцності машини.
- Burning Route / Заїзд на час — Треба доїхати за відведений час до фінішу. У кожного автомобіля є свій заїзд, а за перемогу дають другу версію цього автомобіля.
- Stunt Run / Екстрим — Потрібно набрати потрібну кількість очок за допомогою стрибків, дріфту, використання нітро, збивання білбордів, проїздів по зустрічній смузі і їзді близько до трафіку. Якщо ви робите щось з цього, поки не закінчиться лічильник комбо, то рахунок збільшується. Множити рахунок можна збивши білборд або зробивши Mega Jump.
- Marked Man / Втеча — За автомобілем гравця полюють кілька чорних авто, найчастіше це Hunter Civilian. Мета доїхати до фінішу, кількість життів залежить від міцності машини.

### Party
Оффлайн-гра, отака заміна грі з розділеним екраном. До 8 гравців по черзі виконують завдання, а хто набере більше очок, той і переможе. Для звичайних версій гри для PlayStation 3 і Xbox 360 його треба купувати, а в The Ultimate Box він включений спочатку.

### Мережева гра
- Freeburn Challenges — перегонники всі разом виконують місії, які їм вибирає хост. Наприклад: 1 перегонник перестрибує через 7 інших перегонників; Зустріньтеся на Wildcats Baseball Stadium.
- Race / Перегони — перегони від старту до фінішу. На відміну від одиночної гри, в мережевій можливе розставляння крапок. Хост може змінювати Старт, Фініш, і точки.
- Stunt Run / Екстрим — такі ж, як в одиночній грі, але тут ви змагаєтеся з іншими гравцями. Як і в одиночній, по закінченню часу можна продовжувати гру, поки не розіб'ється або не скінчиться комбо очок. Після смерті ви можете вбивати інших живих гравців.
- Marked Man / Втеча — Один з 8 гравців стає мішенню, а всі інші на нього полюють. Мета мішені — не загинути (як від інших гравців, так і від аварії) за відведений час, а життя всього одне. Мішень не бачить на мапі мисливців.
- Road Rage / Полювання — Хто набере більше жертв за відведений час, той і переможець.
- Cops And Robbers / Копи та Грабіжники (Платне доповнення) — гравці діляться на команди копів і злодіїв, мета злодіїв — вкрасти золото, а копів — їх зловити до того, як вони доїдуть з золотом до фінішу.

Також, доповнення додає поліційні забарвлення для всіх автомобілів (Крім Krieger Racing WTR '07 / Krieger PCPD Special і Hunter Citizen / Hunter Civilian, які та так є поліцейськими в одній з двох версій), а крім забарвлень на всі автомобілі ставляться мигалки та на особливі бампери. На поліцейських машинах можна їздити в усіх режимах гри.
Купити доповнення на комп'ютери вже неможливо, бо Burnout Store вже відключено.